# Constitució francesa
França té una llarga i inestable història constitucional, deguda a les convulsions polítiques sofertes en els segles xviii i xix. Aquestes són les normes fonamentals que ha tingut França al llarg del temps, la data en què es van aprovar i el règim polític que van instaurar o durant el qual van estar en vigor.
 Abans de les constitucions i com a base de les mateixes es va donar
 la declaració dels Drets de l'Home i del Ciutadà en 1789.
1. Constitució francesa de 1791, que va instaurar una monarquia parlamentària (3 de setembre de 1791).
2. Constitució francesa de l'any I (calendari republicà francès), que mai es va aplicar (24 de juny de 1793).
3. Constitució francesa de l'any III, que va instituir el Directori (5 fructidor de l'any III = 22 d'agost de 1795).
4. Constitució francesa de l'any VIII, que va instituir el Consolat (22 frimari de l'any VIII = 13 de desembre de 1799).
5. Constitució francesa de l'any X, sempre durant el Consolat (16 termidor de l'any X = 2 d'agost de 1802).
6. Constitució francesa de l'any XII, que va instituir el Primer Imperi Francès (28 floreal de l'any XII = 18 de maig de 1804).
7. Carta constitucional del 4 de juny de 1814 (Restauració).
8. Acta addicional a les constitucions de l'Imperi del 22 d'abril de 1815 (Govern dels cent dies).
9. Carta constitucional del 14 d'agost de 1830 (Monarquia de Juliol).
10. Constitució francesa de 1848 (4 de novembre de 1848, Segona República Francesa).
11. Constitució francesa de 1852 (14 de gener de 1852, Segon Imperi Francès).
12. Lleis constitucionals de 1875 (Tercera República Francesa).
13. Llei constitucional del 10 de juliol de 1940 (França de Vichy).
14. Constitució francesa de 1946 (27 d'octubre de 1946, Quarta República Francesa).
15. Constitució francesa de 1958 (4 d'octubre de 1958, Cinquena República Francesa).